# Campeonato Amapaense 2010
In 2010 werd het 65ste Campeonato Amapaense gespeeld voor voetbalclubs uit de Braziliaanse staat Amapá. De competitie werd gespeeld van 25 september tot 27 november en werd georganiseerd door de FAF. Er werden twee toernooien gespeeld, omdat Trem beide won was er geen finale om de titel nodig.

## Eerste toernooi
| Plaats | Club      | Wed. | W | G | V | Saldo | Ptn. |
| ------ | --------- | ---- | - | - | - | ----- | ---- |
| 1.     | Trem      | 4    | 3 | 1 | 0 | 9:4   | 10   |
| 2.     | São Paulo | 4    | 3 | 0 | 1 | 8:3   | 9    |
| 3.     | Santana   | 4    | 2 | 0 | 2 | 5:6   | 6    |
| 4.     | Santos    | 4    | 1 | 1 | 2 | 3:5   | 4    |
| 5.     | Oratório  | 4    | 0 | 0 | 4 | 2:9   | 0    |

|  | Geplaatst voor finale |

## Tweede toernooi
| Plaats | Club      | Wed. | W | G | V | Saldo | Ptn. |
| ------ | --------- | ---- | - | - | - | ----- | ---- |
| 1.     | Trem      | 4    | 3 | 0 | 1 | 10:7  | 9    |
| 2.     | Santana   | 4    | 2 | 1 | 1 | 8:5   | 7    |
| 3.     | Oratório  | 4    | 1 | 1 | 2 | 6:6   | 4    |
| 4.     | Santos    | 4    | 1 | 1 | 2 | 6:8   | 4    |
| 5.     | São Paulo | 4    | 1 | 1 | 2 | 4:8   | 4    |

|  | Geplaatst voor finale |

### Kampioen
| Campeonato Amapaense de 2010 |
| Amapá                        |
| ---------------------------- |
| TREM Kampioen (4° titel)     |